# Родонит
Родонит је непровидни силикатни минерал мангана постојаног састава. Настао је у специјалним условима при контакту магме са наносом минерала који су богати са манганом. Овај минерал је ружичасто – црвене па и љубичасте боје, а некада боја иде и до смеђе услед површинске оксидације. Име је добио од старогрчке речи ῥόδος што значи ружа. Стакластог је сјаја, а ређе бисерног на преломљеним површинама. У природи се ретко налази у чистом стању – углавном је са различитим примесама. Од примеса може да садржи мање количине гвожђа, калцијума, магнезијума, па и цинка. Сиво – смеђа варијанта овог минерала садржи и до 20% калцијум-оксида и назива се бустамит, а са 7% цинк-оксида назива се фовлерит. Родонит је савршене цепљивости неравног прелома, често и полушкољкастог.

## Налазишта
Најпознатија налазишта родонита су на Уралу у Русији. Као стара налазишта су позната налазишта у оквиру рудника сребра у САД у Монтани и Калифорнији, где се вади тамноцрвени родонит одличног квалитета. Осим ових, позната су налазишта у Индији, у Британској Колумбији, Аустралији, а такође га има и у Шведској, Бразилу, Мексику и мање у В. Британији, Шпанији, Украјини, Јапану, Казахстану, Мадагаскару.

## Опис
Родонит је непровидни минерал неуједначене розе, тамнорозе, понекад и бордо боје, са преласком у мрку нијансу са црним жилицама, гнездима и сегментима који му дају високи степен декоративности. Са друге стране, јесте да се са више жилица и окаца мангана повећава његова декоративност, али се уједно повећава и његова шупљикавост и смањује тврдоћа. Осим тога, родонит није постојан при деловању атмосферских падавина и кад би се неколико месеци налазио у води или у условима повећане влаге, површина његова може да поцрни (прекрије се превлаком манган-оксида). За употребу родонита је важна његова особина да, када се танко исече и осветли изнутра овај непровидан камен постаје провидан са интезивнном и сјајном бојом.

## Историјат
Родонит је познат човечанству од почетка 8. века. У старој Русији су га због тога што су његове комадиће налазили у гнездима орла називали „орлец“ и веровали су да ће детету, ако се његов комадић стави поред кревеца детета, донети снагу и вид орла. У источним земљама су родонит називали „каменом јутарње зоре“, због његове необичне розе боје. Стари Грци су овај лепи минерал изједначавали са окамењеном ружом и звали су га „Rhodon“ што у преводу и значи „ружа“. Као што је речено, од те речи је настао назив минерала.
Па ипак, без обзира што је од давнина био познат широм света, укључујући и стару Византију, велика примена родонита је отпочела тек крајем 18. века, када је 1780. године откривено велико његово налазиште у Русији. Овај минерал је постао светски познат у 19. веку захваљујући дипломатским поклонима израђеним од њега, а који су уручивани императорима и председницима држава.

## Примена
Захваљујући томе што се лако сече, бруси и полира, при чему је довољно тврд, родонит се већ више од 200 година користи за израду судова, свећњака, лампи, лустера, ваза, витража, чаша, прибора за писање, различитих украсних предмета и накита и других предмета за ентеријер, као и великих декоративних предмета.
У музеју Ермитаж у Санкт-Петербургу, Русија, се налази много уметничких предмета од родонита која су урадили руски мајстори у 19. веку од родонита са Урала. Фоаје Ермитажа је украшено са канделабрима од родонита, а његов централни улаз стојећом лампом висине 280 cm. Из налазишта са Урала је извађено доста монолитних блокова родонита који су искоришћени за израду крупних и ситних предмета који се налазе у разним музејима широм света. Уралски родонит је коришћен за облагање стубова у једној станици у Московском метроу, а и за облагање једне сале у Кремљу у Москви.
Родонит је био један од омиљених минерала за израду декоративних предмета у радионицама чувеног мајстора Карла Фабержеа. Као највећи предмет израђен од родонита признат је саркофаг кнегиње Марије Александровне, жене императора Александра II, који је направљен од чистог розе монолита родонита чија је тежина преко 11 тона.